# Антигіндійські акції Тамілнаду
Агітація проти нав'язування гінді в Таміл Наду періодично тривала в південному індійському штаті Таміл Наду (колишній штат Мадрас і частина президентства Мадраса) з початку 20 століття. Акції включають кілька масових протестів, бунтів, студентських і політичних рухів у Таміл Наду щодо офіційного статусу гінді в державі.
Перша акція проти нав'язування гінді була розпочата в 1937 році на противагу запровадженню обов'язкового викладання гінді в школах президентства Мадраса першим урядом Індійського національного конгресу на чолі з К. Раджагопалачарі (Раджаджі). Цьому кроку негайно заперечили Е. В. Рамазамі (Періяр) і опозиційна Партія справедливості. Акція, яка тривала три роки, була багатоплановою і включала пости, конференції, марші, пікетування та протести. Уряд відповів розгоном, що призвело до смерті двох протестувальників і арешту 1198 осіб, у тому числі жінок і дітей. Пізніше обов'язкову освіту гінді було скасовано британським губернатором Мадраса лордом Ерскіном у лютому 1940 року після відставки уряду Конгресу в 1939 році.
Прийняття офіційної мови в Індійській Республіці було гаряче обговорюваним питанням під час розробки Конституції Індії після здобуття Індією незалежності від Сполученого Королівства. Після виснажливих і суперечливих дебатів гінді було прийнято як офіційну мову Індії, а англійська продовжувала бути асоційованою офіційною мовою протягом п'ятнадцяти років, після чого гінді стала єдиною офіційною мовою. Нова Конституція набула чинності 26 січня 1950 року. Зусилля індійського уряду зробити хінді єдиною офіційною мовою після 1965 року були неприйнятними для багатьох індійських штатів без гінді, які бажали подальшого використання англійської мови. Дравіда Муннетра Кажагам (DMK), нащадок Дравідара Кажагама, очолив опозицію до гінді. Щоб розвіяти їхні побоювання, прем'єр-міністр Джавахарлал Неру в 1963 році ухвалив Закон про офіційні мови, щоб забезпечити безперервне використання англійської мови після 1965 року. Текст акта не задовольнив DMK і посилив їхній скептицизм щодо того, що його положення можуть не бути виконані майбутніми адміністраціями.
З наближенням дня переходу на хінді як єдину офіційну мову (26 січня 1965 р.) рух проти хінді набрав обертів у Мадрасі за підтримки студентів коледжу. 25 січня в південному місті Мадурай спалахнули повномасштабні заворушення, викликані незначною сваркою між агітуючими студентами та членами партії Конгресу. Заворушення поширилися по всьому Мадрасу, не припинялися протягом наступних двох місяців і були відзначені насильством, підпалами, грабежами, звільненнями з поліції. Уряд Конгресу Мадраса викликав воєнізовані сили для придушення акції; їх участь призвела до загибелі близько 70 (за офіційними оцінками), у тому числі двох поліцейських. Щоб заспокоїти ситуацію, прем'єр-міністр Індії Лал Бахадур Шастрі запевнив, що англійська буде використовуватися як офіційна мова до тих пір, поки того захочуть штати, що не розмовляють гунді. Після запевнення Шастрі заворушення вщухли, як і студентська акція.
Заворушення 1965 року призвели до великих політичних змін у державі. DMK виграв парламентські вибори 1967 року, і з тих пір Партії Конгресу так і не вдалося відновити владу в штаті. Зрештою в 1967 році уряд Конгресу на чолі з Індірою Ганді вніс зміни до Закону про офіційні мови, щоб гарантувати безстрокове використання хінді та англійської як офіційних мов. Це фактично забезпечило поточну «фактично безстрокову політику двомовності» Індійської Республіки. Було також дві подібні (але менші) акції в 1968 і 1986 роках, які мали різний ступінь успіху. У 21 столітті періодично тривають численні акції в різних формах у відповідь на приховані та явні спроби оприлюднення гінді.

## Історичне тло
Республіка Індія має сотні мов. Під час Британської Індії офіційною мовою була англійська. Коли рух за незалежність Індії набрав обертів на початку 20 століття, було вжито заходів, щоб зробити гінді загальною мовою, щоб об'єднати лінгвістичні групи проти британського уряду. Ще в 1918 році Махатма Ганді заснував Dakshin Bharat Hindi Prachar Sabha (Інститут з поширення хінді в Південній Індії). У 1925 році Індійський національний конгрес перевів мову своїх офіційних справ з англійської на гінді. І Ганді, і Джавахарлал Неру були прихильниками хінді, і Конгрес хотів поширювати вивчення хінді в негіндімовних провінціях Індії. Ідея насильно зробити гінді спільною мовою була неприйнятною для Періяра, який розглядав це як спробу підпорядкувати тамілів північним індійцям.

## Акції 1937—1940 рр

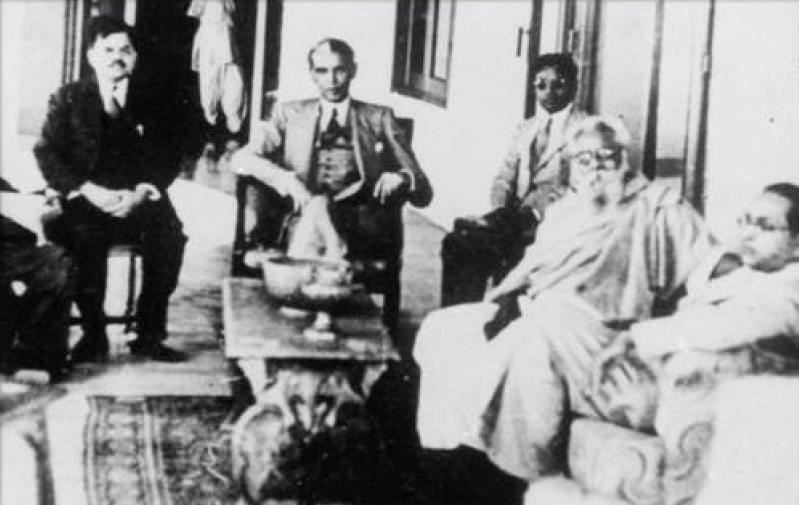
Справа наліво: Б. Р. Амбедкар, Періяр і Джинна в резиденції Джинни в Бомбеї (8 січня 1940 р.)

Індійський національний конгрес переміг на президентських виборах у Мадрасі 1937 року. Раджаджі став головним міністром 14 липня 1937 року. Він був прихильником поширення гінді в Південній Індії. 11 серпня 1937 року протягом місяця після приходу до влади він оголосив про свій намір запровадити викладання мови гінді в середніх школах, опублікувавши політичну заяву. 21 квітня 1938 року він видав урядовий наказ, згідно з яким викладання гінді було обов'язковим у 125 середніх школах на території президентства. Періяр і опозиційна Партія справедливості на чолі з А. Т. Паннерсельвамом негайно виступили проти цього кроку. Вони розпочали загальнодержавні протести проти Раджаджі та гінді.
Акція була підтримана Рухом самоповаги та Партією справедливості Періяра. Його також підтримали тамільські вчені, такі як Мараймалай Адігал, Сомасундара Бхаратхіар, К. Аппадурай, Мудіярасан та Ілаккуванар. У грудні 1937 року тамільські вчені-шайвіти були одними з перших, хто оголосив про свою опозицію до вчення гінді на конференції Сайва Сідхандха Маха Самаджа у Велурі. Жінки також масово брали участь в акції. Муовалур Раміртам, Нараяні, Тамараікані, Муннагар Ажагіяр, доктор С. Дхармамбал, Малар Мугатаммайяр, Паттаммал і Сіетхаммал були заарештовані за участь в акції. 13 листопада 1938 була скликана Жіноча конференція Тамілнаду, щоб продемонструвати підтримку жінками руху. Акція була відзначена антибрахманськими настроями, оскільки протестувальники вважали, що брахмани намагаються нав'язати тамільській мові гінді та санскрит. Незважаючи на загальний антибрахманізм акції, кілька брахманів, таких як Канчі Раджагопалачарі, також брали участь у русі. Мусульмани, які комунікували тамілами в президентстві Мадраса, підтримали акцію (на відміну від мусульман, що розмовляють урду, які підтримали поширення гінді, оскільки лінгвістично гінді та урду є однією і тією ж мовою, що називається гіндустані). Акція була відзначена постом, маршами протесту, процесіями, пікетуванням шкіл з викладанням хінді та державних установ, антихінді конференціями, дотриманням антигінді дня (1 липня і 3 грудня 1938) і демонстрації чорного прапора. Він діяв у тамільомовних округах президентства — Рамнад, Тірунелвелі, Салем, Танджор і Північний Аркот. Під час акції двоє протестувальників — Натараджан і Таламутху — загинули під час затримання поліцією.

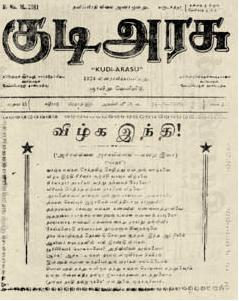
Перша сторінка періодичного видання Періяра Е. В. Рамасамі «Кудіярасу» (3 вересня 1939 р.). Заголовок: «Veezhga Indhi» (Геть гінді)

Правляча партія Конгресу розділилася щодо питання гінді. Тоді як Раджаджі та його прихильники залишалися на своїй позиції, Сатьямурті та Сарвепаллі Радхакрішнан були проти. Вони хотіли, щоб Раджаджі зробив гінді необов'язковою або передбачив положення, що дозволити б батькам не брати дітей на уроки гінді. Але Раджаджі був твердий у своїй позиції. У 1939 році реакція поліції на акцію ставала все жорстокішою. Під час акції загалом було заарештовано 1198 протестувальників, із них 1179 засуджено (73 ув'язнених були жінки, а 32 дитини супроводжували своїх матерів до в'язниці). Періяра оштрафували на 1000 рупій і засудили до одного року суворого ув'язнення за підбурювання «жінок до непокори закону» (він був звільнений через шість місяців 22 травня 1939 року за станом здоров'я) а Аннадурай був ув'язнений на чотири місяці. 7 червня 1939 року всі заарештовані за участь в акції були звільнені без пояснення причин. Раджаджі також організовував прогінді збори, щоб протистояти агітаторам. 29 жовтня 1939 року уряд Конгресу пішов у відставку на знак протесту проти участі Індії у Другій світовій війні, і уряд провінції Мадрас було передано під владу губернатора. 31 жовтня Періяр призупинив акцію і попросив губернатора скасувати обов'язковий наказ про гінді. 21 лютого 1940 року губернатор Ерскін опублікував прес-комюніке про скасування обов'язкового навчання гінді та надання йому факультативного характеру.

## Акції 1946—1950 рр
З 1946 по 1950 рр. Дравідар Кажагам (DK) і Періяр спорадично виступали проти гінді. Щоразу, коли уряд запроваджував гінді як обов'язкову мову в школах, відбувалися протести проти гінді, які зупиняли це. Найбільші акції проти нав'язування гінді в цей період відбувалися з 1948 по 1950 рік. Після здобуття Індією незалежності в 1947 році уряд Конгресу в центрі закликав усі штати зробити гінді обов'язковим у школах. Уряд Конгресу Мадраса під керівництвом Омандура Рамасамі Реддіара підкорився вимогам і зробив гінді обов'язковим у 1948—1949 навчальному році. Він також запровадив мінімальну кваліфікацію гінді для просування учнів у вищі класи. Періяр знову розгорнув акцію проти нав'язування гінді. Акцію 1948 року підтримали колишні націоналісти Конгресу, такі як Сівагнанам і Тіру Кальянасундарам який відмовився від своєї попередньої прогінді політики. 17 липня Дравідар Кажагам скликав загальнопартійну конференцію проти гінді, щоб виступити проти обов'язкового вивчення гінді. Як і під час акції з 1938 по 1940 рр., ця акція також характеризувалася страйками, демонстраціями чорного прапора та процесією проти гінді. Коли Раджаджі (тоді генерал-губернатор Індії) відвідав Мадрас 23 серпня, Дравідар Кажагам влаштувала демонстрацію чорного прапора проти його візиту. 27 серпня Періяра та Аннадурая заарештували. Уряд не змінив своєї позиції щодо хінді, і акція тривала. 18 грудня Періяра та інших лідерів Дравідар Кажагам знову заарештували. Між урядом і агітаторами було досягнуто компромісу. Уряд припинив судовий позов проти агітаторів, а ті, у свою чергу, припинили акцію 26 грудня 1948 року. Зрештою, починаючи з 1950 року, уряд зробив викладання гінді факультативним. Учням, які не хотіли вивчати гінді, дозволялося брати участь в інших шкільних заходах під час уроків гінді.

## Офіційні мови та конституція Індії
Установчі збори Індії були створені 9 грудня 1946 року для розробки проекту Конституції, коли Індія стала незалежною. Установчі збори стали свідками гострих дебатів з мовного питання. Прийняття національної мови, мови, якою мала бути написана Конституція, і мови, якою мали вестися роботи Установчих зборів, були основними мовними питаннями, які обговорювали творці Конституції. З одного боку були члени з «гінді-мовних провінцій», як-от Алгу Рай Састрі, Р. В. Дхулекар, Балкрішна Шарма, Пурушоттам Дас Тандон (усі з Об'єднаних провінцій), Бабунат Гупта (Біхар), Харі Вінаяк Патаскар (Бомбей) і Раві Шанкар Шукла, Сет Говінд Дас (Центральні провінції та Берар). Вони внесли велику кількість прогінді поправок і виступали за прийняття гінді як єдиної національної мови. 10 грудня 1946 року Дхулекар оголосив: «Люди, які не знають гінді, не мають права залишатися в Індії. Люди, які присутні в палаті для створення конституції для Індії і не знають гінді, не гідні бути членами цієї асамблеї. Їм краще піти»

Члени Установчих зборів, які виступали за визнання гінді національною мовою Індії, розділилися на два табори: фракція гінді, до складу якої входили Тандон, Раві Шанкар Шукла, Говінд Дас, Сампурнананд і К. М. Мунші; і фракція гінді, представлена Джавахарлалом Неру та Абул Каламом Азадом. Деякі члени Установчих зборів з Південної Індії, такі як Т. Т. Крішнамачарі, Г. Дургабаї, Т. А. Рамалінгам Четтіар, Н. Г. Ранга, Н. Гопаласвамі Айянгар (всі належать до «Мадрасу») і С. В. Крішнамурті Рао (Майсур). Цей блок проти гінді виступав за «збереження» англійської як «офіційної» мови. Їх погляди були відображені в наступній заяві Крішнамачарі:
Ми не любили англійську мову в минулому. Мені це не подобалося, тому що я був змушений вивчати Шекспіра та Мільтона, до яких я взагалі не мав смаку. Якщо ми будемо змушені вивчати гінді, можливо, я не зможу вивчити її через мій вік, і, можливо, я не захочу це зробити через кількість обмежень, які ви на мене наклали. Така нетерпимість змушує нас боятися, що сильний Центр, який нам потрібен, сильний Центр, який є необхідним, також означатиме поневолення людей, які не розмовляють мовою центру. Я хотів би, сер, передати попередження від імені людей Півдня з тієї причини, що в Південній Індії вже є елементи, які хочуть відокремлення …, і мої шановні друзі з Уттар-Прадеш жодним чином не допомагають нам, шмагаючи їхню ідею «гінді-імперіалізму» якомога більше. Тож від моїх друзів в Уттар-Прадеш залежить чи мати цілу Індію, чи мати гінді-Індію. Вибір за ними.
Після трьох років дебатів асамблея прийшла до компромісу наприкінці 1949 року Її назвали формулою Мунші-Айянгара (на честь К. М. Мунші та Гопаласвамі Айянгара), і вона досягла балансу між вимогами всіх груп. Частина XVII Конституції Індії була розроблена відповідно до цього компромісу. У ньому не було жодної згадки про «національну мову». Натомість він визначив лише «офіційні мови» Союзу:
Офіційною мовою Індійського Союзу буде гінді з написанням деванагарі. Протягом п'ятнадцяти років англійська мова також використовуватиметься для всіх офіційних цілей (стаття 343). Мовна комісія може бути скликана через п'ять років, щоб рекомендувати шляхи просування гінді як єдиної офіційної мови та поступового припинення використання англійської (стаття 344). Офіційне спілкування між штатами та між штатами та Союзом відбуватиметься офіційною мовою союзу (ст. 345). Англійська мова буде використовуватися для всіх юридичних цілей — у судових розглядах, законопроектах, законах, правилах та інших нормативних актах (стаття 348). Союз був зобов'язаний сприяти поширенню та використанню гінді (стаття 351).
Індія стала незалежною 15 серпня 1947 року, а Конституція була прийнята 26 січня 1950 року.

## Мовна комісія
Прийняття англійської як офіційної мови разом із хінді піддалося різкій критиці прогінді політиками, такими як засновник Бхаратія Джана Сангх Сьяма Прасад Мукерджі, який вимагав зробити гінді національною мовою. Невдовзі після прийняття Конституції 26 січня 1950 року було зроблено спроби поширити гінді для офіційного використання. У 1952 році Міністерство освіти розпочало програму добровільного викладання гінді. 27 травня 1952 року в ордерах на призначення суддів було запроваджено використання гінді. У 1955 році для всіх міністерств і відомств центрального уряду було розпочато власне навчання гінді. 3 грудня 1955 року уряд почав використовувати хінді (разом з англійською) для «особливих цілей Союзу».
Як передбачено статтею 343, 7 червня 1955 року Неру призначив Першу офіційну мовну комісію під головуванням Б. Г. Кера. Комісія представила свій звіт 31 липня 1956 року. Він рекомендував низку кроків, щоб зрештою замінити англійську мову гінді (у звіті зафіксовано «незгодні нотатки» двох членів — П. Суббараяна зі штату Мадрас і Суніті Кумара Чаттерджі із Західної Бенгалії. Парламентський комітет з питань офіційної мови під головуванням Говінда Баллаба Панта був створений у вересні 1957 року для перегляду звіту комісії Кера. Після двох років обговорень 8 лютого 1959 року Комітет Панта надав свої рекомендації президенту. Він рекомендував зробити гінді основною офіційною мовою, а англійську — допоміжною. Рекомендації Комісії Кера та Комітету Панта були засуджені та виступили проти таких політиків, які назвали себе «негінді», як Френк Ентоні та П. Суббараян. Академія мови телугу виступила проти переходу з англійської мови на гінді на з'їзді, що відбувся в 1956 році. Раджаджі, який колись був твердим прихильником гінді, 8 березня 1958 року організував Всеіндійську мовну конференцію (у якій взяли участь представники тамільської, малаяламської, телугу, ассамської, орії, маратхі, каннада та бенгальської мов) 8 березня 1958 року, щоб виступити проти переходу, заявивши [що] «Гінді настільки ж чужа для людей, які не розмовляють гінді, як англійська мова для героїв гінді».

У міру того, як опозиція хінді посилювалася, Неру намагався заспокоїти занепокоєння тих, хто не розмовляє гінді. Виступаючи в парламентських дебатах щодо законопроекту, поданого Ентоні, про включення англійської мови до Восьмого додатку, Неру запевнив їх (7 серпня 1959 року):
Я вірю також у дві речі. Як я щойно сказав, не повинно бути нав'язування. По-друге, на невизначений термін — я не знаю, як довго — я мав би мати англійську як асоційовану, додаткову мову, якою можна користуватися не через зручності і таке інше … але тому, що я не хочу, щоб жителі негінді областей відчували, що деякі двері для просування закриті для них, оскільки вони змушені листуватися — я маю на увазі з урядом — мовою гінді. Вони можуть листуватися англійською. Тож я міг би використовувати її як альтернативну мову, доки це буде потрібно людям, і рішення щодо цього — я б залишив не людям, які знають гінді, а людям, які не знають гінді.
Це запевнення на мить розвіяло побоювання південних індійців. Але прихильники гінді були налякані, і Пант зауважив: «Чого б я не досяг за два роки, прем'єр-міністр знищив менш ніж за дві хвилини».

## Політика DMK щодо «анти-нав'язування гінді»
Дравіда Муннетра Каракам (DMK), яка відокремилася від Дравідар Кажагам у 1949 році, успадкувала антигінді політику своєї головної організації. Засновник DMK Аннадурай раніше брав участь в акції проти нав'язування хінді в 1938–40 та в 1940-х роках. У липні 1953 року DMK розпочав демонстрацію в Каллакуді проти зміни назви міста з Каллакуді на Далміапурам. Вони стверджували, що назва міста (на честь Рамкрішни Далмії) символізує експлуатацію Південної Індії Північчю. 15 липня 1953 року М. Карунаніді (пізніше головний міністр Таміл Наду) та інші члени DMK стерли назву гінді на табличці залізничної станції Далміапурам і лягли на колії. У сварці з поліцією, що послідувала за протестами, двоє членів DMK загинули, а кілька інших, у тому числі Карунаніді та Каннадхасан, були заарештовані.
У 1950-х роках DMK продовжував свою політику проти гінді разом із сепаратистським рухом за відокремлення Дравіда Наду. 28 січня 1956 року Аннадурай разом з Періяром і Раджаджі підписали резолюцію, прийняту Академією тамільської культури, яка схвалювала збереження англійської мови як офіційної. 21 вересня 1957 року DMK скликав конференцію проти гінді, щоб протестувати проти нав'язування хінді. 13 жовтня 1957 року він відзначався як «День боротьби з гінді». 31 липня 1960 року в Кодамбаккамі, Мадрас, відбулася ще одна конференція проти гінді під відкритим небом. У листопаді 1963 року DMK відмовився від сепаратистської вимоги після індійсько-китайської війни та прийняття антисепаратистської 16-ї поправки до Конституції Індії. Але антигінді позиція залишилася та посилилася після прийняття Закону про офіційні мови 1963 року Погляд DMK щодо кваліфікації гінді для статусу офіційної мови було відображено у відповіді Аннадураї на аргумент про «чисельну перевагу гінді»: «Якби нам довелося прийняти принцип чисельної переваги при виборі нашої національної птиці, вибір упав би не на павича, а на звичайного ворона».

## Закон про офіційні мови 1963 року
З наближенням кінцевого терміну, передбаченого частиною XVII Конституції для переходу на гінді як основну офіційну мову, центральний уряд активізував свої зусилля з поширення офіційного використання гінді. У 1960 році було розпочато обов'язкове навчання машинопису та стенографії гінді. Того ж року президент Індії Раджендра Прасад діяв згідно з рекомендаціями Пант-комітету та видав розпорядження про підготовку глосаріїв гінді, переклад процедурної літератури та правових кодексів на гінді, надання освіти гінді державним службовцям та інші заходи для поширення гінді. Неру сказав, що президентські накази не суперечать його попереднім запевненням, і запевнив, що не буде нав'язувати гінді тим, хто не розмовляє гінді.

Щоб надати правового статусу запевненням Неру від 1959 року, у 1963 році було прийнято Закон про офіційні мови Словами Неру:
Це законопроект, який є продовженням того, що сталося в минулому, щоб скасувати обмеження, накладені Конституцією на використання англійської мови після певної дати, тобто 1965 року. Це лише для того, щоб зняти це обмеження.
Законопроект був поданий до парламенту 21 січня 1963 року. Заперечення проти законопроекту виступили члени DMK, які заперечували проти використання слова «може» замість «повинен» у розділі 3 законопроекту. Цей розділ гласив: «англійська мова може … продовжує використовуватися на додаток до гінді». DMK стверджував, що термін «може» може тлумачитися майбутніми адміністраціями як «не може». Вони побоювалися, що думка меншості не буде врахована, а погляди людей, які не говорять на гінді, будуть проігноровані. 22 квітня Неру запевнив парламентаріїв, що в цьому конкретному випадку «може» мало те саме значення, що й «повинен». Тоді DMK вимагав, якщо це так, чому «повинен» не використовуватися замість «може». Опозицію проти законопроекту очолив Аннадурай (тоді член Раджої Сабхи). Він благав зберегти статус-кво на невизначений термін і стверджував, що подальше використання англійської як офіційної мови «рівномірно розподілить переваги та недоліки» між носіями гінді та немовцями. Законопроект ухвалено 27 квітня без змін у редакції. Як він попереджав раніше, Аннадурай розпочав по всьому штату протести проти гінді. У листопаді 1963 року Аннадурай був заарештований разом із 500 членами DMK за спалення частини XVII Конституції на конференції проти гінді. Його засудили до шести місяців позбавлення волі. 25 січня 1964 року член DMK Чіннасамі покінчив життя самогубством у Трічі шляхом самоспалення на знак протесту проти «нав'язування гінді». DMK назвав його першим «мовним мучеником» другого раунду боротьби проти гінді.
Неру помер у травні 1964 року, і Лал Бахадур Шастрі став прем'єр-міністром Індії. Шастрі та його старші члени кабінету Морарджі Десаї та Гульзарі Лал Нанда були рішучими прихильниками того, щоб гінді була єдиною офіційною мовою. Це посилило побоювання, що запевнення Неру в 1959 і 1963 роках не будуть дотримані, незважаючи на запевнення Шастрі в протилежному. Занепокоєння щодо переваги гінді на посадах у центральному уряді, іспитів на державну службу та побоювання, що англійська буде замінена на гінді як засіб навчання, привели студентів до агітаційного табору проти нав'язування гінді. 7 березня 1964 року головний міністр штату Мадрас М. Бхактаватсалам на сесії законодавчої асамблеї Мадраса рекомендував запровадити в штаті тримовну формулу (англійська, хінді та тамільська). Занепокоєння з приводу тримовної формули збільшило підтримку студентів проти гінді.

## Агітація 1965 року

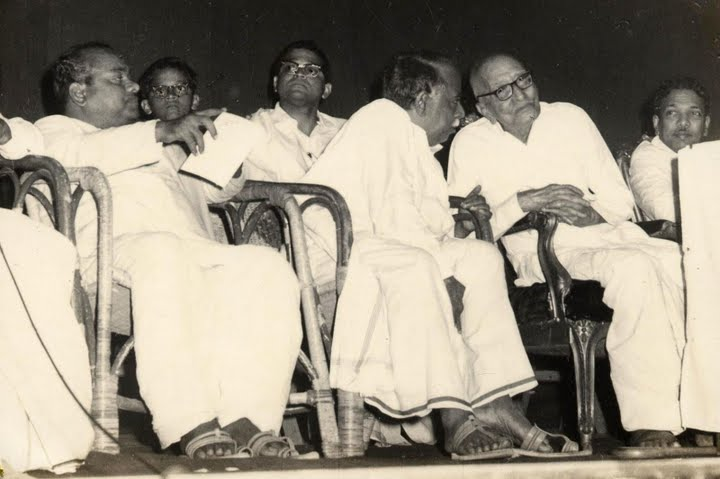
(Перший ряд: зліва направо) Матіажаган, Аннадурай, Раджагопалачарі та Карунанідхі

З наближенням 26 січня 1965 року акція проти нав'язування хінді в штаті Мадрас зростала чисельно та гостро. Студентська агітаційна рада Тамілнаду проти гінді була створена в січні як головна студентська організація для координації зусиль проти гінді. Керівниками ради були лідери студентських профспілок з усього штату Мадрас, у тому числі П. Сінівасан, К. Калімутху, Джіва Калаймані, На. Камарасан, Сейяпракасам, Равічандран, Дурайсвамі, Седапатті Мутая, Дурай Муруган, К. Раджа Мохаммад, Навалаван, М. Натараджан і Л. Ганесан.
По всьому штату було організовано кілька студентських конференцій на знак протесту проти нав'язування гінді. 17 січня в Трічі була скликана конференція штату Мадрас проти гінді, на якій були присутні 700 делегатів з Мадраса, Махараштри, Керали та Майсура. Вони закликали призупинити на невизначений термін дію частини XVII конституції. Міністерства внутрішніх справ та інформації та телерадіомовлення центрального уряду (на чолі з Нандою та Індірою Ганді відповідно) підвищили ставки та видали циркуляри про заміну англійської на гінді з 26 січня. 16 січня Аннадурай оголосив, що 26 січня (також День Республіки Індії) буде відзначатися як день жалоби. Головний міністр Бхактаватсалам попередив, що уряд штату не потерпить богохульства щодо святості Дня Республіки, і пригрозив студентам «суворими діями», якщо вони братимуть участь у політиці. DMK переніс «День жалоби» на добу. 25 січня Аннадурая взяли під варту разом із 3000 членами DMK, щоб попередити акцію, заплановану на наступний день. 26 січня 50 000 студентів коледжів міста Мадрас пройшли маршем від парку Нейпір до урядового секретаріату у форті Сент-Джордж і безуспішно намагалися подати петицію головному міністру.
25 січня зіткнення між агітуючими студентами та партійними працівниками Конгресу в Мадураї вийшло з-під контролю і переросло в бунт. Заворушення незабаром поширилися на інші частини штату. Поліція відповіла звинуваченнями та стріляниною по студентських процесіях. Поширилися підпали, грабунки та псування громадського майна. Залізничні вагони та таблички з іменами на гінді на вокзалах були спалені; були зрізані телеграфні стовпи і перенесені залізничні колії. Уряд Бхактаватсалама вважав ситуацію проблемою правопорядку та залучив військові сили для придушення акції. Розлючені діями поліції, жорстокі натовпи вбили двох поліцейських. Кілька агітаторів покінчили життя самогубством шляхом самоспалення та вживання отрути. За два тижні заворушень загинули (за офіційними оцінками) близько 70 осіб. За деякими неофіційними даними, кількість загиблих досягає 500 осіб. Було заарештовано велику кількість студентів. Збиток, завданий майну, оцінюється в десять мільйонів рупій.
28 січня заняття в Мадрасському університеті, Університеті Аннамалай та інших коледжах і школах штату були призупинені на невизначений термін. Всередині Конгресу думки розділилися: одна група на чолі з К. Камараджем хотіла, щоб уряд не нав'язував тамілам гінді; але інші, як Морарджі Десаї, не змирилися. Заворушення тривали протягом першого тижня лютого, а на другий тиждень студенти втратили контроль над акцією. Насильство тривало, незважаючи на заклик Аннадурая до спокою. Обидві сторони намагалися знайти компроміс. 11 лютого К. Субраманіам і О. В. Алагесан, два союзні міністри штату Мадрас, подали у відставку, протестуючи проти мовної політики уряду. Президент Сарвепаллі Радхакрішнан відмовився прийняти рекомендацію прем'єр-міністра Шастрі прийняти їхню відставку. Шастрі відступив і 11 лютого зробив трансляцію через Всеіндійське радіо. Висловлюючи шок через заворушення, він пообіцяв виконати запевнення Неру. Він також запевнив тамілів, що англійська мова й надалі використовуватиметься для спілкування між штатами та між штатами, а іспит на державну службу Індії й надалі проводитиметься англійською мовою.

### Вплив
Запевнення Шастрі заспокоїли нестабільну ситуацію. 12 лютого студентська рада відклала акцію на невизначений термін, а 16 лютого К. Субраманіам і О. В. Алагесан відкликали свої заяви. Спорадичні акти протесту та насильства продовжували відбуватися протягом лютого та початку березня. 7 березня адміністрація відкликала всі справи, порушені проти студентських лідерів, а 14 березня Агітаційна рада проти гінді припинила акцію. Сходження Шастрі викликало гнів прогінді-активістів у Північній Індії. Члени Jan Sangh ходили по вулицях Нью-Делі, замазуючи смолою англійські вивіски. Акція за нав'язування повільно змінилася на загальну організацію проти Конгресу. На виборах 1967 року студентський лідер П. Сінівасан боровся проти Камараджа у виборчому окрузі Вірудхунагар. Велика кількість студентів з усього штату агітувала за нього і забезпечила йому перемогу: партія Конгресу зазнала поразки, і DMK вперше прийшов до влади в штаті Мадрас.
Акція проти нав'язування гінді в Таміл Наду також мала значний вплив на сусідні штати Андхра-Прадеш, Майсур і Керала. Акція 1965 року викликала сильну реакцію тамілів міста Бангалор. У Майсурі понад 2000 агітаторів зібралися, щоб протестувати проти гінді, і поліції довелося розпочати розганяти її, коли акція стала жорстокою. В Андхра-Прадеш потяги були пошкоджені, а коледжі закриті.

## Закон про офіційні мови (з поправками) 1967 року

### Поправки в 1965 році
Зусилля внести поправки до Закону про офіційні мови відповідно до запевнень Шастрі, наданих у лютому 1965 року, наштовхнулися на жорсткий опір прогіндійського лобі. 16 лютого 55 депутатів з 8 різних штатів публічно висловили несхвалення будь-яких змін у мовній політиці. 19 лютого 19 депутатів від Махараштри та Гуджарату висловили свою опозицію щодо змін, а 25 лютого 106 членів Конгресу зустрілися з прем'єр-міністром, щоб попросити його не вносити зміни до закону. Однак депутати Конгресу від Мадраса не обговорювали це питання в парламенті, а зустрілися з прем'єр-міністром 12 березня. Конгрес та опозиційні партії вагалися обговорювати це питання в парламенті, оскільки не бажали оприлюднювати свої гострі розбіжності. 22 лютого на засіданні Робочого комітету Конгресу К. Камарадж наполягав на внесенні поправок до Закону про офіційні мови, але отримав миттєву опозицію з боку Морарджі Десаї, Джагживана Рама та Рама Субхага. Робочий комітет Конгресу нарешті погодився з резолюцією, яка передбачала уповільнення гіндіізації, чітке впровадження трьохмовної формули в штутах, де мова не гінді, а також проведення іспиту на державні служби всіма регіональними мовами. Ці рішення були узгоджені під час зустрічі глав міністрів, яка відбулася 24 лютого.
Тримовна формула не була суворо дотримана ні в південних, ні в гінді-мовних областях. Зміни до іспитів на державних службах були непрактичними та не дуже сприйняті урядовцями. Єдиною реальною поступкою для півдня було запевнення, що Закон про офіційні мови буде змінено. Проте будь-які спроби виконати цю обіцянку зустріли жорсткий опір. У квітні 1965 року на засіданні підкомітету кабінету міністрів, до складу якого входили Гульзарі лал Нанда, А. К. Сен, Сатьянараян Сінха, Махавір Тьягі, М. К. Чагла та С. К. Патіл, але жоден південний член не обговорював це питання і не міг дійти згоди. Підкомітет рекомендував продовжувати використовувати англійську та гінді як спільні мови зв'язку та не підтримав ні систему квот, ні використання регіональних мов в іспитах для державних послуг. Вони підготували поправку до Закону про офіційні мови, яка прямо включала запевнення Неру. Цей законопроект, який гарантує використання англійської мови в міждержавних і міждержавних комунікаціях до тих пір, поки бажають держави без хінді, був схвалений для обговорення спікером 25 серпня. Але його було відкликано після запеклих дебатів, посилаючись на невідповідний час через триваючий рух Пенджабі Суба та Кашмірську кризу в той час.

### Поправка 1967 року
Шастрі помер у січні 1966 року, і Індіра Ганді стала прем'єр-міністром. Вибори 1967 року показали, що Конгрес зберіг владу зі скороченою більшістю в центрі. У штаті Мадрас Конгрес зазнав поразки, і DMK прийшов до влади завдяки підтримці всієї студентської спільноти, яка прийняла виклик, кинутий Камараджем, щоб перемогти його на виборах. Студентська виборча армія провела кампанію від дверей до дверей, закликаючи людей голосувати проти Конгресу, щоб навчити їх усім звірствам, скоєним урядом Бхактаватсалама щодо студентів згідно з Правилами захисту Індії тощо, П. Срінівасан переміг Камараджа у Вірудхунагарі. У листопаді 1967 року була зроблена нова спроба внести поправки до законопроекту. 27 листопада законопроект було внесено до парламенту; його було прийнято 16 грудня (205 голосами проти 41 проти). Він отримав згоду президента 8 січня 1968 року і набув чинності. Поправка змінила розділ 3 акту 1963 року, щоб гарантувати «віртуальну безстрокову політику двомовності» (англійською та гінді) в офіційних операціях.

## Пізніші заворушення

### 1968 рік
Активісти проти нав'язування гінді зі штату Мадрас не були задоволені поправкою 1967 року, оскільки вона не вирішила їх занепокоєння щодо формули трьох мов. Однак, коли DMK перебувала при владі, вони вагалися, щоб відновити акції. Студентська агітаційна рада Тамілнаду проти гінді розділилася на кілька фракцій. Помірні фракції виступали за те, щоб Аннадурай та уряд розібралися з ситуацією. Екстремістські угруповання відновили акції. Вони вимагали скасування трьох мовної формули та припинення викладання гінді, скасування використання команд гінді в Національному кадетському корпусі (NCC), заборони фільмів і пісень на гінді та закриття Dakshina Bharat Hindi Prachara Sabha (Інститут пропаганди гінді в Південній Індії).
19 грудня 1967 року акції було відновлено. 21 грудня розпочалося насильство, і в штаті повідомлялося про підпали та грабунки. Аннадурай розрядив ситуацію, прийнявши більшість їхніх вимог. 23 січня 1968 року законодавча асамблея прийняла резолюцію. Він досяг наступного:
Політику трьох мов було скасовано, і гінді було виключено з навчальної програми. Залишалось тільки викладання англійської та тамільської мов, а використання гінді в NCC було заборонено. Тамільську мову планували ввести як засіб навчання в усіх коледжах і використовувати її як «мову управління» протягом п'яти років. Центральний уряд активно закликав скасувати спеціальний статус, наданий гінді в Конституції, і поставити всі мови на однаковий статус, а також надати фінансову підтримку для розвитку всіх мов, перелічених у восьмому додатку до Конституції. Ці заходи задовольнили протестувальників, і до лютого 1968 року «нормальне життя» було відновлено.

### 1986 рік
У 1986 році прем'єр-міністр Індії Раджив Ганді запровадив «Національну освітню політику». Ця освітня політика передбачала створення шкіл Наводая, де DMK стверджував, що викладання гінді буде обов'язковим. Анна Дравіда Муннетра Кажагам (ADMK) на чолі з М. Г. Рамачандраном (який відокремився від DMK у 1972 році) була при владі в Таміл Наду, а DMK була основною опозиційною партією. Карунаніді оголосив акцію проти відкриття шкіл Наводая в Таміл Наду. Програма Jawahar Navodaya Vidyalaya, яка повністю підтримується Міністерством розвитку людських ресурсів, була створена для виявлення обдарованих і талановитих студентів з економічно вразливих та історично занедбаних громад у кожному штаті та союзній території Індії та надання їм освіти на рівні з елітою. Школи-інтернати традиційно доступні в Індії лише для дітей багатих, а також для дітей політичного класу. 13 листопада Законодавчі збори Тамілнаду одноголосно ухвалили резолюцію з вимогою скасувати частину XVII конституції та зробити англійську мову єдиною офіційною мовою союзу.
17 листопада 1986 року члени DMK протестували проти нової освітньої політики, спаливши частину XVII Конституції. 20 000 членів DMK, включаючи Карунаніді, були заарештовані. 21 особа покінчила життя самогубством шляхом самоспалення. Карунаніді був засуджений до десяти тижнів суворого ув'язнення. Десять депутатів DMK, включаючи К. Анбажагана, були виключені зі складу Законодавчих зборів спікером П. Х. Пандяном. Раджив Ганді запевнив членів парламенту з Таміл Наду, що гінді не буде нав'язуватися. У рамках компромісу школи Наводхая не були запущені в Таміл Наду. В даний час Таміл Наду є єдиним штатом в Індії, де немає шкіл Наводая.

### 2014 рік
У 2014 році Міністерство внутрішніх справ наказало, щоб «державні службовці та чиновники всіх міністерств, відомств, корпорацій або банків, які створили офіційні облікові записи на сайтах соціальних мереж, мали використовувати гінді або гінді та англійську, але надавати перевагу гінді». Цьому кроку негайно заперечили всі політичні партії Тамілнаду. Головний міністр Тамілнаду Джаялалітха назвав крок щодо використання гінді «суперечним букві й духу» Закону про офіційні мови, і попередив, що такий напрямок може "викликати занепокоєння жителів Тамілнаду, які дуже пишаються своєю мовою та пристрасно ставляться до цієї спадщини, і попросив прем'єр-міністра відповідним чином змінити інструкції, щоб забезпечити, щоб англійська була мовою спілкування в соціальних мережах. Основна опозиційна партія Індійський національний конгрес радить бути розсудливими, висловлюючи побоювання, що такі вказівки можуть призвести до негативної реакції в негінді штатах, особливо в Таміл Наду, а також зазначає, що «уряду було б доцільно діяти обережно». Ці протести забезпечили безперервне офіційне використання англійської мови.

## Вплив

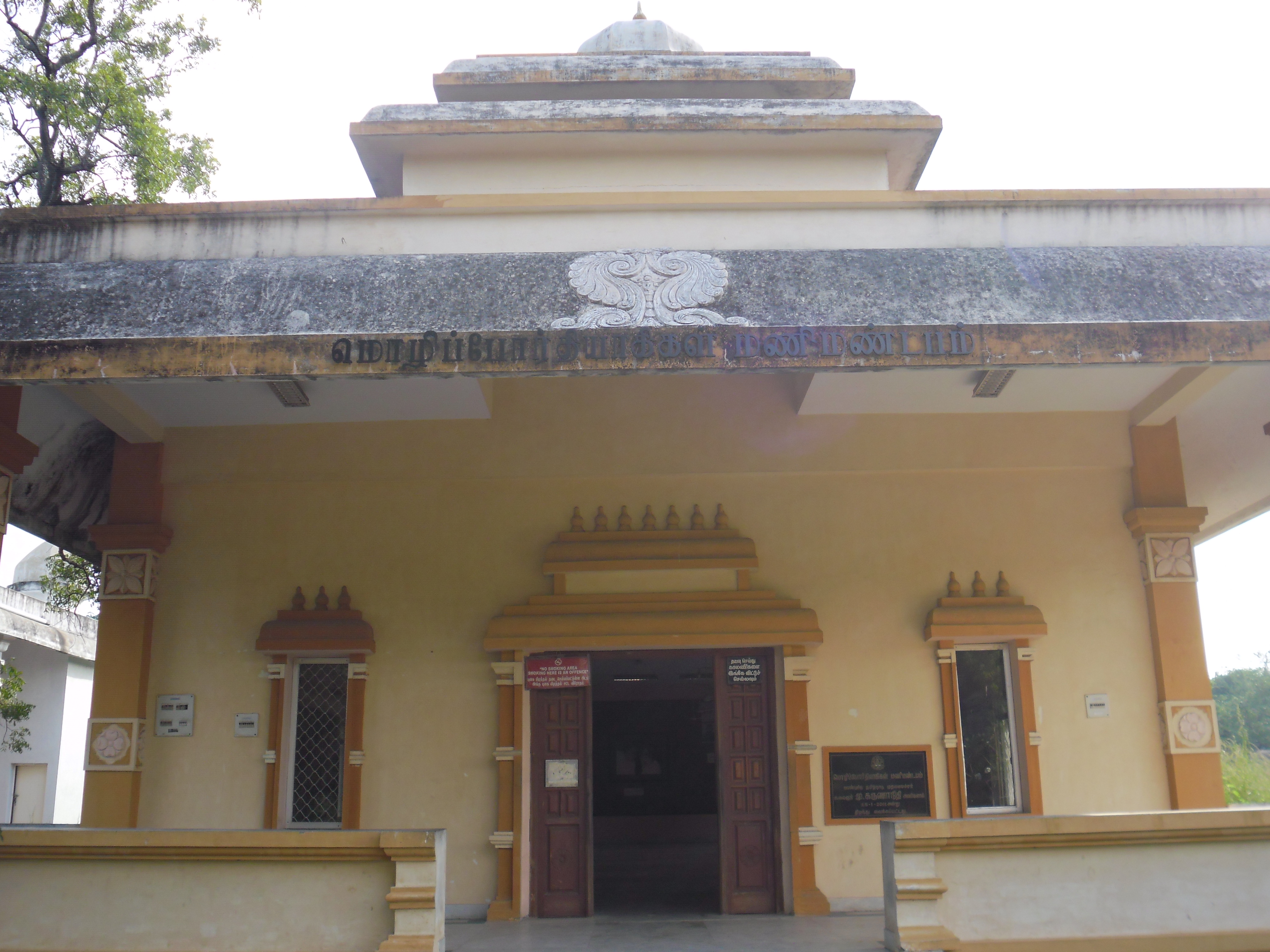
Меморіал тим, хто загинув під час протестів проти нав'язування хінді в Ченнаї

У 1937—1940 і 1940–50 роках акції проти примусового впровадження гінді призвела до зміни влади в президентстві Мадрасу. 29 грудня 1938 року Періяр очолив основну опозиційну партію проти Індійського національного конгресу — Партію справедливості. У 1944 році Партія справедливості була перейменована на Дравідар Кажагам. Політична кар'єра багатьох пізніших лідерів дравідійського руху, таких як К. Н. Аннадурай і М. Карунаніді, почалася з їх участі в цих акціях. Акції припинили обов'язкове вивчення гінді в штаті. Заворушення 1960-х років зіграли вирішальну роль у поразці партії Конгресу Тамілнаду на виборах 1967 року та збереженні домінування дравідійських партій у політиці Тамілнаду. Багато політичних лідерів DMK і ADMK, такі як П. Сеенівасан, К. Калімутху, Дурай Муруган, Тіруппур. С. Дурайсвамі, Седапатті Мутая, К. Раджа Мохаммад, М. Натараджан і Л. Ганесан, свою політичну кар'єру почали як студентські лідери під час акцій, які змінили дравідійський рух і розширили його політичну базу. Ці акції також призвели до зміни попередньої протамільської (і антибрамінської) позиції на більш інклюзивну, яка одночасно була антигінді та проанглійською. Нарешті, поточна двомовна освітня політика в Таміл Наду також є результатом цих подій.

За словами Суматхі Рамасвамі (професора історії в Університеті Дьюка),
[Акція проти нав'язування гінді об'єднує] різноманітні, навіть несумісні соціальні та політичні інтереси . . . Їхня спільна справа проти нав'язування гінді об'єднала прихильників релігійного відродження, таких як Мараймалай Атікал (1876—1950) із свідомими атеїстами, такими як Рамасамі та Бхаратідасан (1891—1964); люди, які підтримували індійську справу, як-от Т. В. Кальянасундарам (1883—1953) і депутат Сівагнанам, і ті, хто хотів відокремитися від Індії, як-от Аннадурай і М. Карунаніді (нар. 1924); університетські професори, такі як Сомасундара Бхараті (1879—1959) і М. С. Пурналінгам Піллаї (1866—1947), з неосвіченими вуличними поетами, памфлетистами-популістами та студентами коледжу. 
Акції проти нав'язування гінді призвели до прийняття Закону про офіційні мови у 1963 році та його поправок у 1967 році, що забезпечило подальше використання англійської мови як однієї з офіційних мов Індії. Ці акції фактично впровадили «фактично безстрокову політику двомовності» у Індійській Республіці.